# يوزيميناس
يوزيميناس (بالبرتغالية: Usiminas‏) هي واحدة من أكبر منتجي الصلب في الأمريكتين، مع مصانع الصلب الرئيسية في البرازيل بسعة إجمالية تبلغ 9.5 مليون طن متري من الفولاذ سنويًا. تمثل الشركة 28٪ من إجمالي إنتاج الصلب في البرازيل.
الشركة لديها القدرة المركبة على إنتاج 9.5 مليون طن من الصلب الخام. تعمل الشركة أيضًا في قطاع الخدمات اللوجستية من خلال حصة في شركة الخدمات اللوجستية إم أر إس لوجيستيكا. مجمع الشركة الصناعي هو أكبر مجمع للصلب العادي في أمريكا اللاتينية وواحد من أفضل 20 مجمعًا في العالم بأسره. كانت الشركة من أكبر المساهمين في شركة تيرنيوم الأرجنتينية، حيث استحوذت على 14.2٪ من إجمالي رأس المال.